# Reefton (Neuseeland)

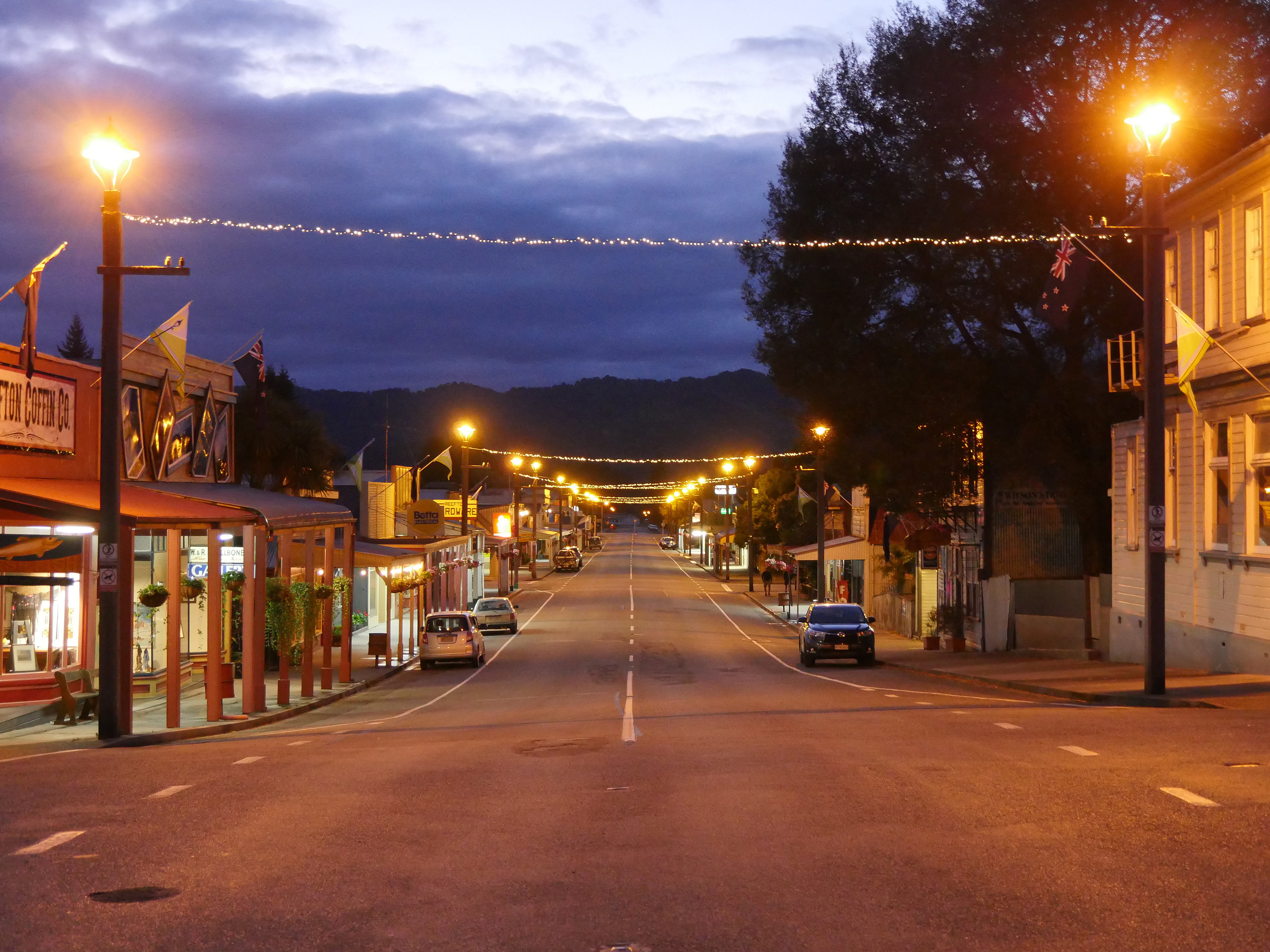
Reefton (Hauptstraße) in der Abenddämmerung

Reefton ist ein Ort im Buller District der Region West Coast auf der Südinsel von Neuseeland.

## Geographie
Der Ort befindet sich rund 45 km südöstlich von Westport und rund 65 km nordöstlich von Greymouth im Tal des Inangahua River. Reefton ist bis auf seine Nordseite von bis zu 1000 m hohen Bergen umgeben. Nach Norden eröffnet sich eine kleine Ebene, die bis zum Waitahu River reicht.

## Geschichte
Reefton war 1888 der erste Ort der südlichen Halbkugel, der eine Stromversorgung erhielt. Bald danach wurden die Straßen mit dem mit einer Wasserturbine kommerziell produzierten Strom beleuchtet. Gold wurde in der Gegend um Reefton erstmals im Jahre 1866 entdeckt, die Hauptadern aber erst 1870 gefunden. Kurz darauf hatte der Ort kurzzeitig mehrere Tausend Einwohner. Die reichen Goldadern, die in einem Quarzriff nahe dem Ort gefunden wurden, führten zu seinem heutigen Namen, wie auch zu dem früheren Namen Quartzopolis.

## Wirtschaft
Der Ort ist noch heute vom Gold- und Kohlebergbau geprägt. Kohlebergbau, Forstwirtschaft und Tourismus sind heute die wichtigsten Wirtschaftszweige des Ortes.

## Infrastruktur

### Straßenverkehr
Durch Reefton führt der New Zealand State Highway 7, der den Ort mit Greymouth im Südwesten und über den Rahu Saddle die Neuseeländischen Alpen überquerend mit Teilen der Region Canterbury verbindet. In dem Ort zweigt vom State Highway 7 der New Zealand State Highway 69 nach Norden hin ab und verbindet Reefton über Inangahua Junction mit dem New Zealand State Highway 6 und darüber weiter westlich mit Westport.

### Schienenverkehr
Reefton liegt an der Bahnstrecke Stillwater–Ngākawau, die in Stillwater von der Midland Line abzweigt. Am 29. Februar 1892 wurde die Strecke bis Reefton eröffnet. Der erste Bahnhof lag am südlichen Ufer des Inangahua gegenüber von Reefton. Anfang des 20. Jahrhunderts wurden eine Brücke über den Fluss und der heutige Bahnhof in Reefton gebaut. Der Bahnhof südlich des Flusses bestand unter der Bezeichnung „Taipoiti“ weiter. Die Strecke wurde 1908 bis nach Cronadun verlängert, aber erst 1941 wurde der Lückenschluss für den durchgehenden Verkehr bei Westport fertiggestellt.
Anfang der 1940er Jahre bedienten Dieseltriebwagen zwei Zugverbindungen nach Reefton: Ein Lokalzugpaar zwischen Greymouth und Reefton und ein Zugpaar zwischen Westport und Stillwater. Letzteres verband den Ort mit dem West Coast Express, der den Anschluss von und nach Christchurch ermöglichte. 1967 wurde der Personenverkehr eingestellt. Die Strecke wird heute vor allem von Kohlezügen mehrmals täglich befahren.

### Bildungswesen
Die erste öffentliche Schule wurde in der Region 1878 gegründet. Einst gab es in dem Gebiet 24 Schulen.
Der Ort verfügt mit der Reefton Area School über eine Composite School mit den Jahrgangsstufen 1 bis 13. Im Jahr 2015 besuchten 192 Schüler die Schule. Die Sacred Heart School ist eine Grundschule mit den Jahrgangsstufen 1 bis 8. Im Jahr 2015 besuchten 25 Schüler die Schule.

## Fotogalerie

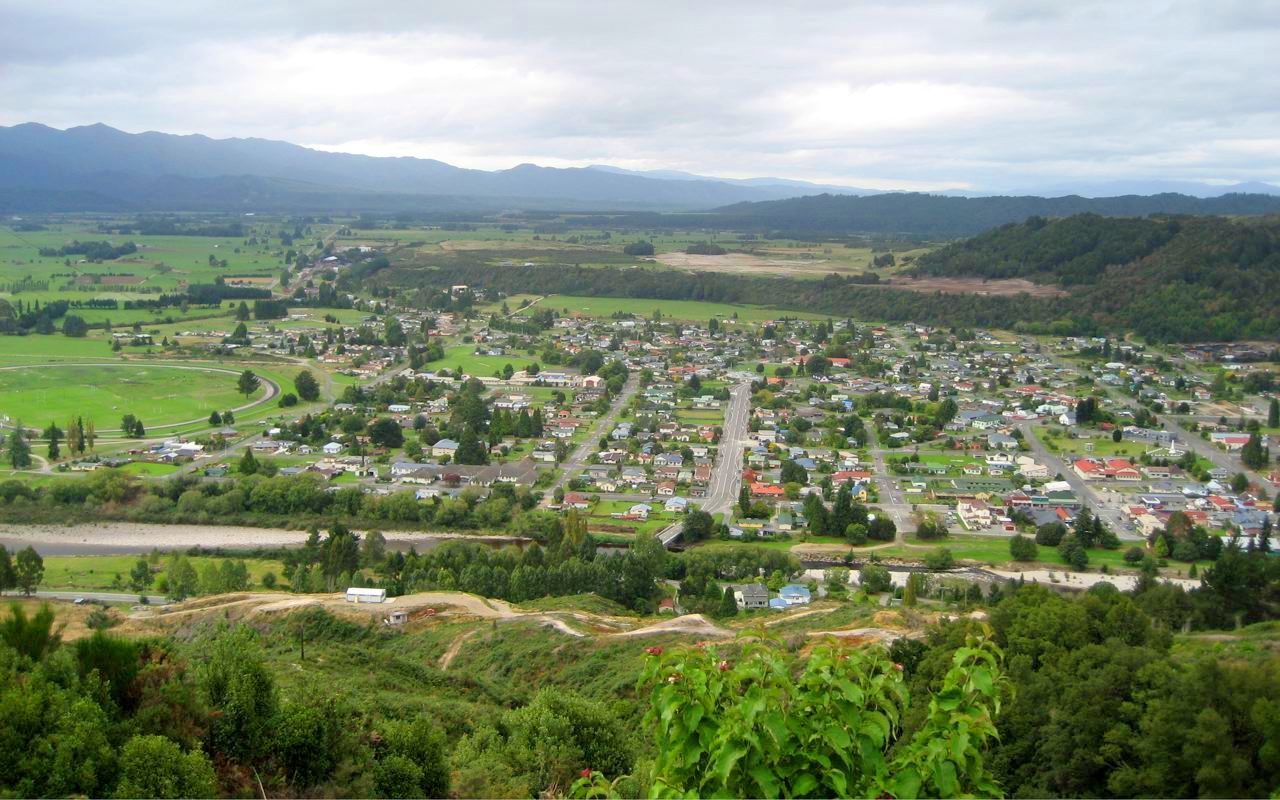
Luftaufnahme des Ortes
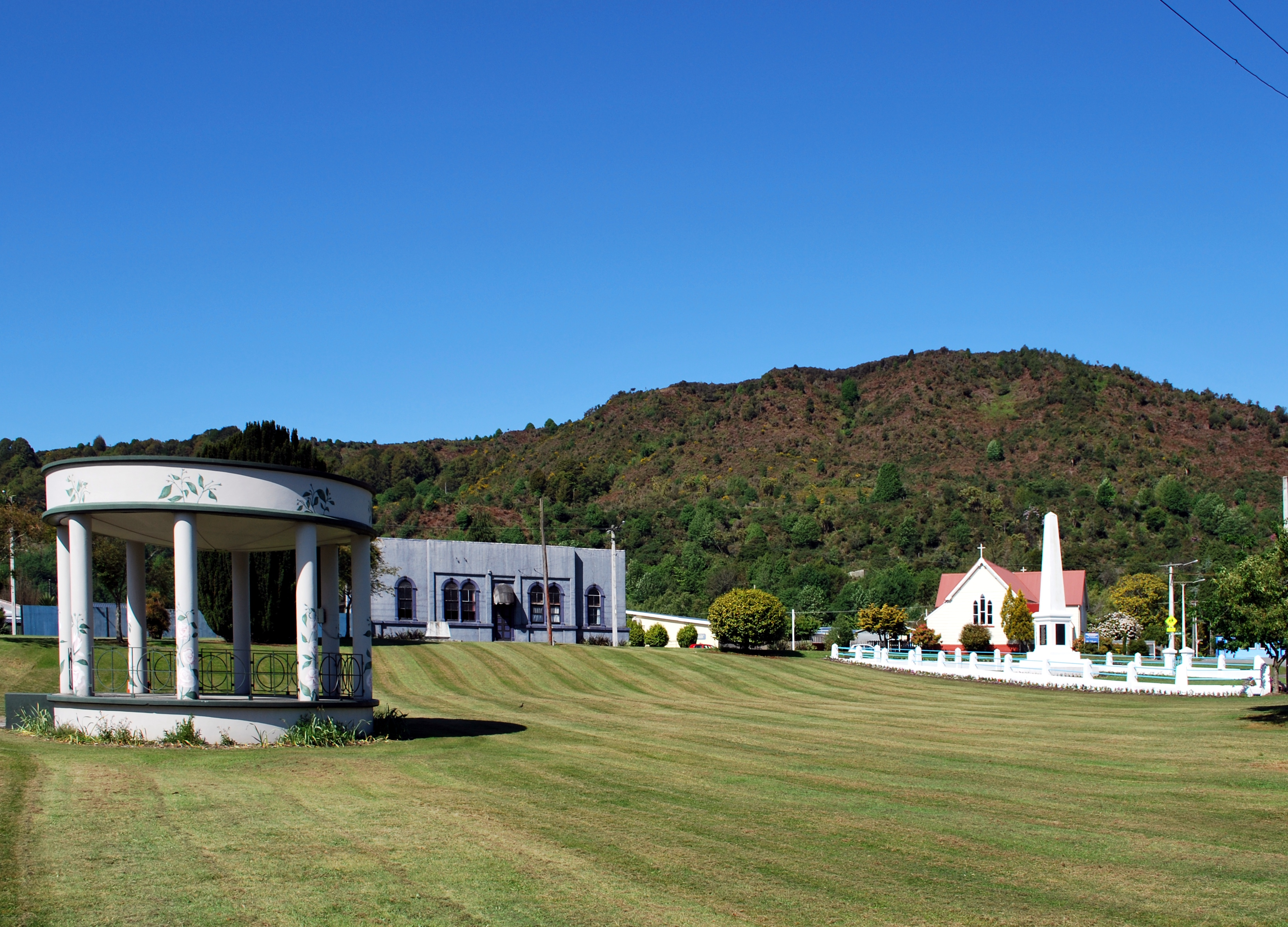
King George Park
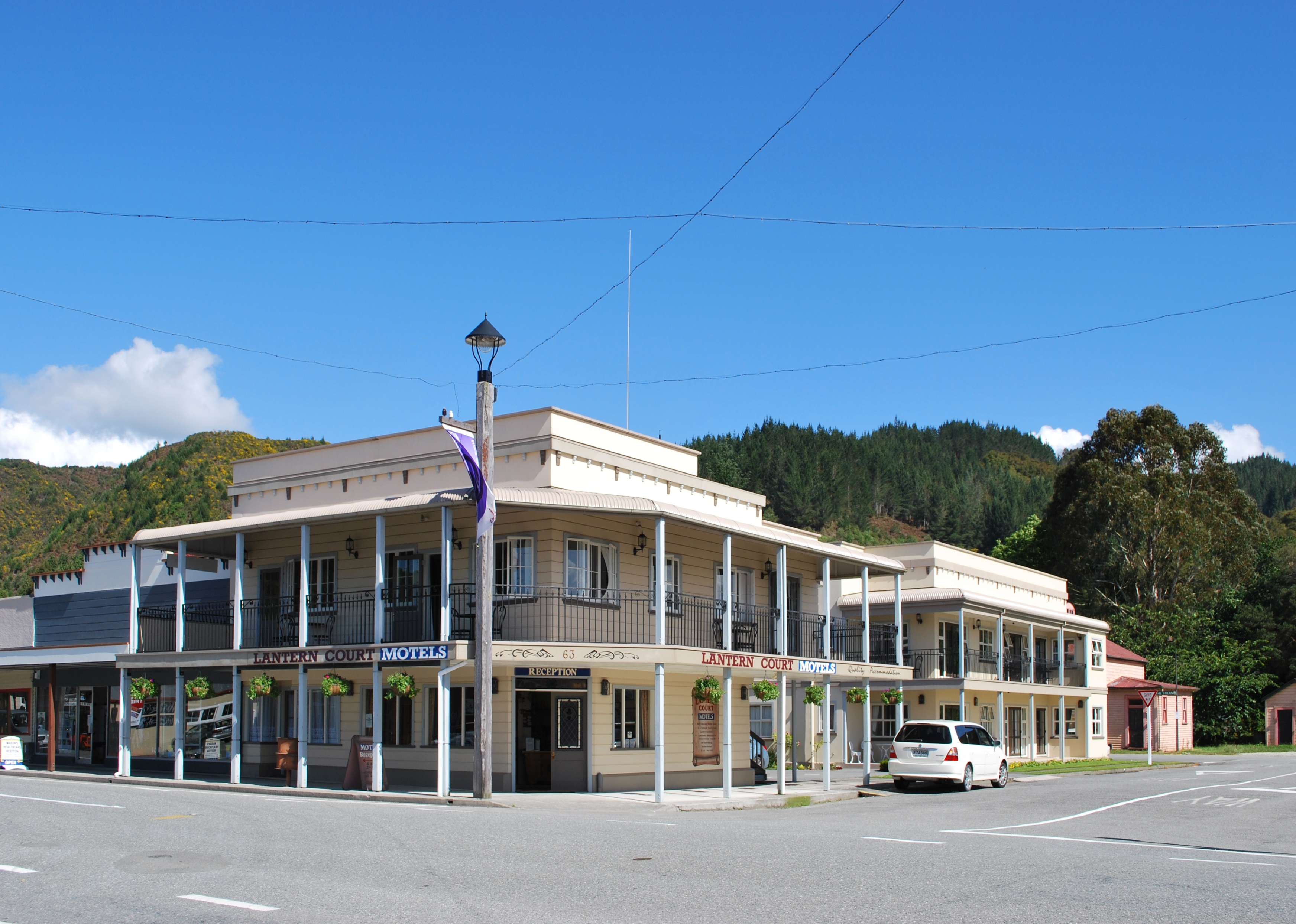
Lantern Court Motel
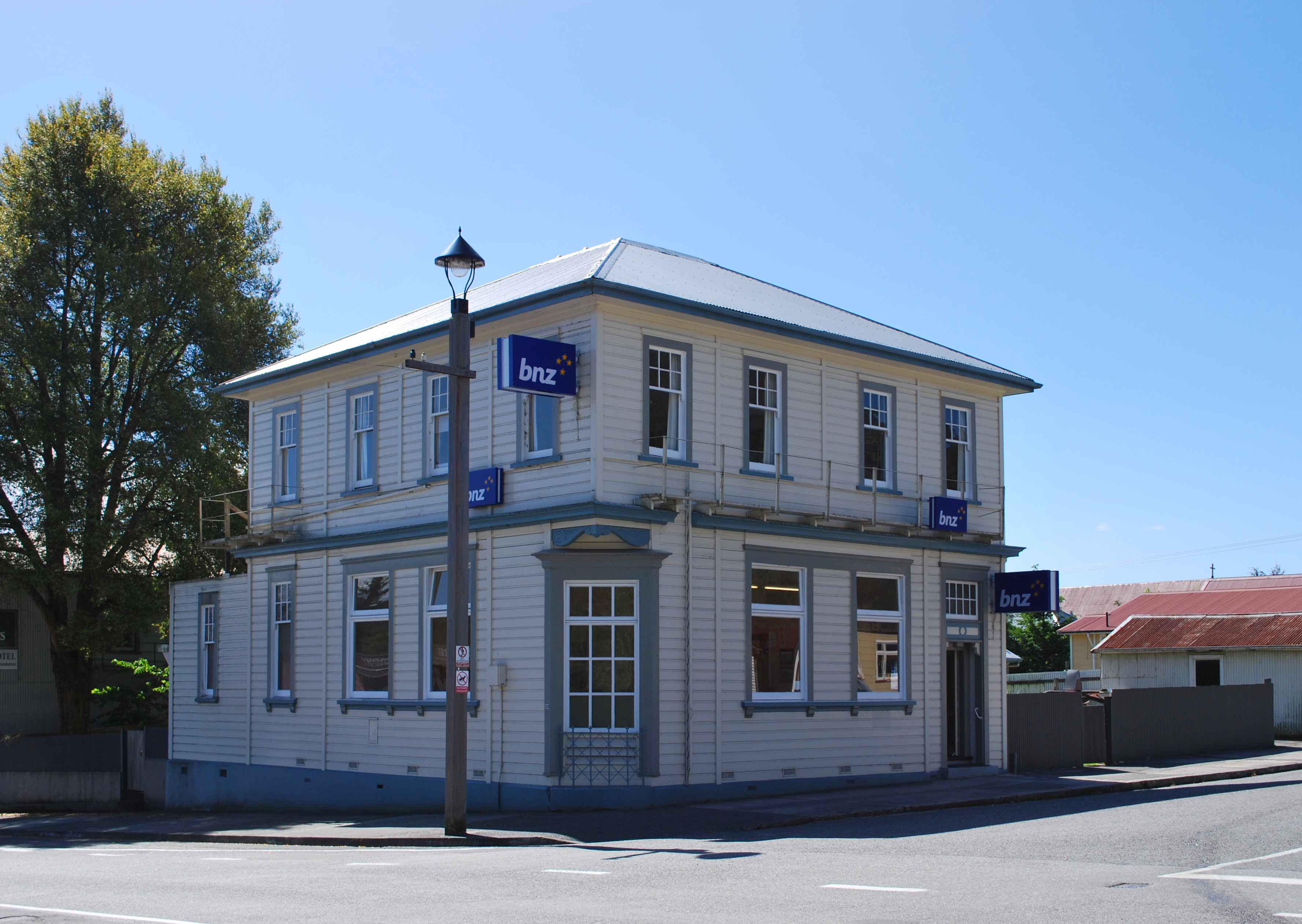
Reefton BNZ Bank